# 粿条

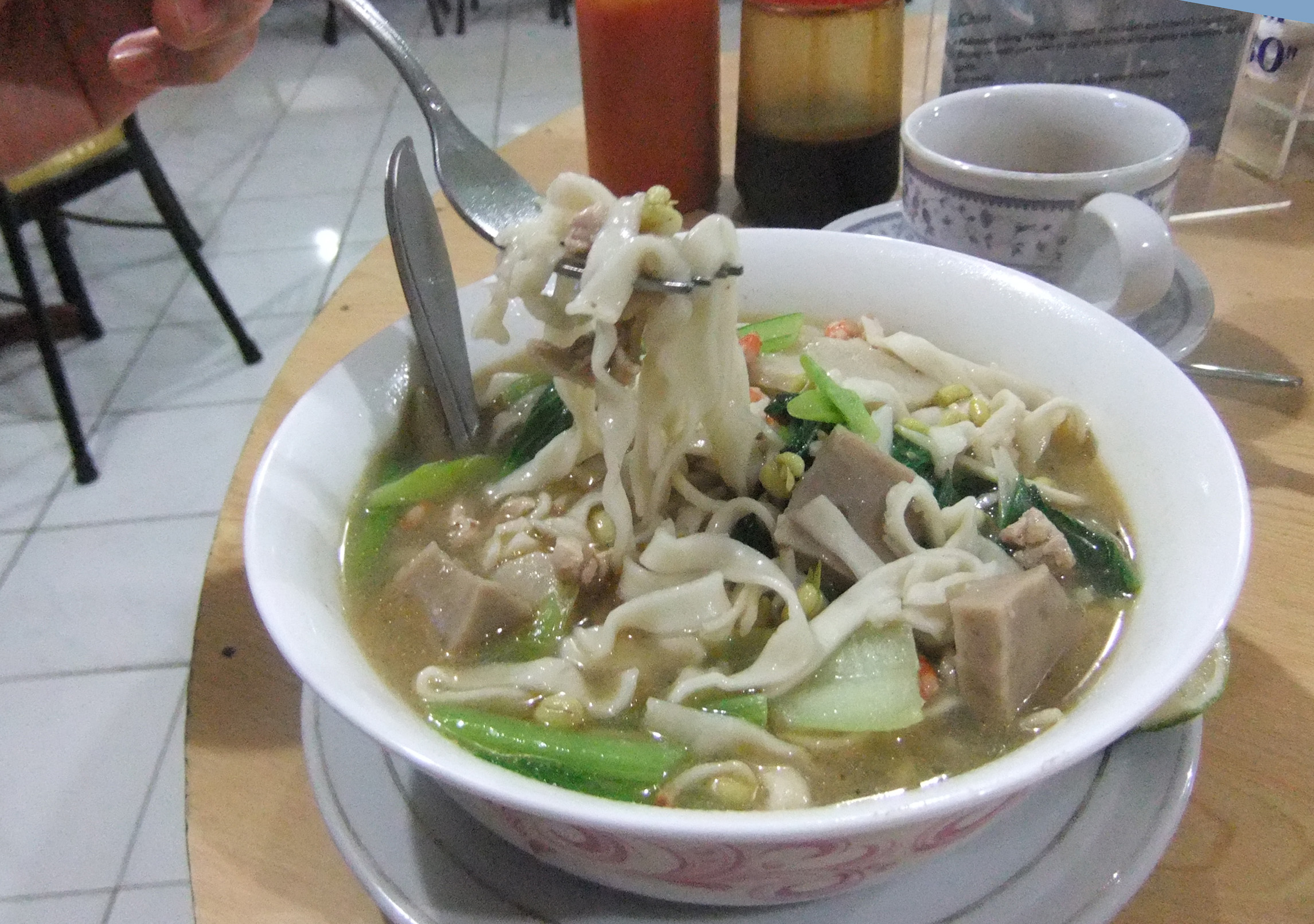
インドネシア、ランテパオの鶏肉とエビの粿条

粿条（クエティオウ｛Kway Teow, Kuy teav，kóe-tiâu｝）は、潮州系・閩南系華人の社会で発祥し、台湾で発達したライスヌードルである。廣府系（広東・広西・海南・香港・マカオ）における河粉や、客家の「粄条」と同じ、または似たもの。
「粿条」は米の粉末に水を加えてペースト状にしたものを蒸して薄いシート状に加工し、それを細く裁断して整形する。調理法は多岐に及ぶが、炒めるか茹でるかが主な調理法である。
台湾を代表として、マレーシア、シンガポールなどの東南アジアでもよく見られる庶民料理の一つである。

## マレーシア
粿條湯

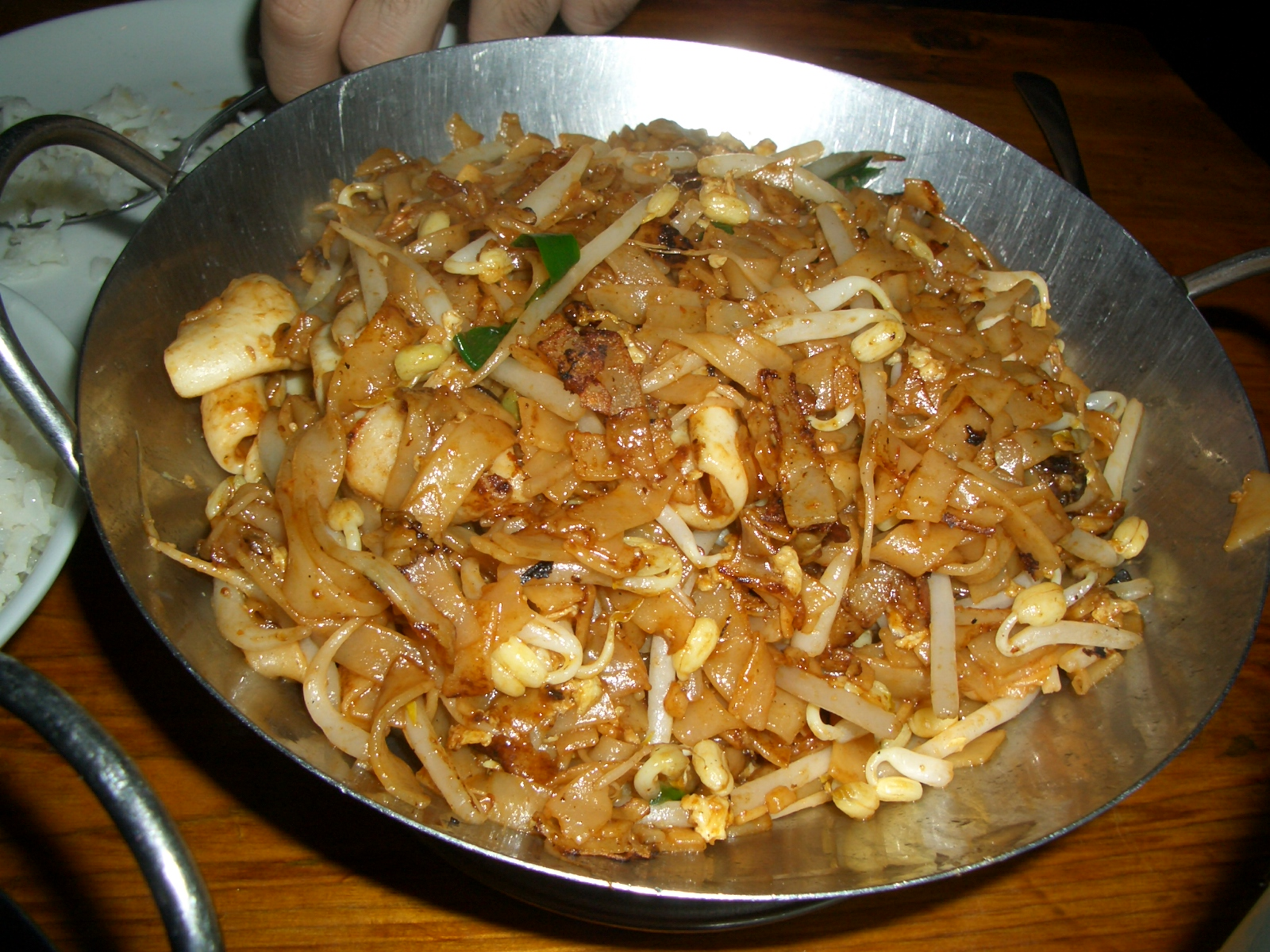
ペナンのチャークイティオ

マレーシアのペナンでは、豚骨や鶏ガラのスープを使った汁麺か、牛肉入りの麺として食べられる。

## 派生食品
粿条から派生した食品として、タイのクイティアオ、シンガポールやマレーシアのクイティアウ、ベトナムのフーティウ、カンボジアのクイティウがある。